# Georges-Paul Borrel
Georges-Paul Borrel, né le 20 avril 1886 à Carcassonne et mort le 9 octobre 1944 à Vichy, est un administrateur des colonies françaises et homme de lettres du XXe siècle, connu comme auteur sous les noms de Georges Borrel et Georges Carian.

## Biographie
Georges Paul Borrel, né le 20 avril 1886 à Carcassonne, est le fils d'Auguste Marie Paul Borrel (1856-1933), avoué près le tribunal civil de Béziers, commandant d'artillerie pendant la Première Guerre mondiale, chevalier de la Légion d'honneur et de Lucie Marie Nairac (1846-1932).
Engagé volontaire pour 3 ans à partir de septembre 1904 au 30e Régiment de dragons, alors qu'il est étudiant, il est nommé brigadier en avril, puis maréchal des logis en octobre 1905. En mai 1907, il passe au 17e Régiment de dragons. Envoyé en congés en novembre 1907, il passe dans la réserve où il est nommé sous-lieutenant en juin 1910. 
C'est à cette époque qu'il fait paraitre un recueil de poésie, Heures intimes. Il publie régulièrement des poèmes avec le pseudonyme Georges Carian, dont certaines seront reprises dans le recueil Aux jardins du passé.
Entré dans l'administration des colonies en avril 1912, il est rappelé lors de la mobilisation générale en août 1914, dans le 19e Régiment de dragons. 
Lors de son mariage avec Renée Berthe Marcelle Eugénie Hansjacob (1890-1966), le 15 juin 1916 à Béziers, il est licencié en droit. Nommé administrateur adjoint des colonies en novembre 1916, il est envoyé à Orange au groupement de l'armée d'Orient puis affecté au 4e régiment de chasseurs d'Afrique en août 1917. 
En juillet 1919, il part habiter à Koulouba, siège du gouvernement de l'ancienne colonie française du Haut-Sénégal et Niger. 
Alors qu'il est administrateur de 2e classe des colonies, il est nommé à Madagascar en avril 1924 et s'installe à Tananarive. C'est dans ce contexte qu'il donne des conférences, publie de courtes nouvelles inspirées par la grande île, dans des revues comme Septimanie et prépare un doctorat en droit, dont la thèse sur Le code des 305 articles de Madagascar est publiée en 1931. La même année, il publie un recueil de Contes malgaches, et donne des conférences sur Madagascar et sa culture dans le cadre de l'Exposition coloniale internationale à Paris. 
En juillet 1933, il est nommé administrateur en chef des colonies et attaché au sous-secrétaire d'État aux beaux-arts en février 1934. En juin de la même année, il est nommé chef de cabinet adjoint d'André Mallarmé, alors Ministre des P.T.T. , qu'il suit en novembre 1934, comme chef de cabinet adjoint au Ministère de l'éducation nationale. 
Début 1934, il fait paraitre sous le nom de Georges Borrel, un récit du raid de l'armée d'Orient, dans laquelle il a servi pendant la Première Guerre mondiale, Du golfe de Corinthe aux steppes de l'Ukraine,. 
Rattaché au Commissariat général interministériel à la main-d'œuvre du gouvernement de Vichy en juin 1943, il est admis à la retraite en avril 1944 et nommé gouverneur honoraire des colonies le 4 juillet 1944.
Georges-Paul Borrel meurt à Vichy le 9 octobre 1944.

## Œuvres principales
- Heures intimes, poèmes, 1910[2]
- Aux jardins du passé, publié sous le nom de Georges Carian, 1923
- Contes malgaches, 1931[12]
- Le code des 305 articles de Madagascar, thèse de doctorat, 1931[11]
- Du golfe de Corinthe aux steppes de l'Ukraine, 1934[24]

## Distinctions
- Chevalier de la Légion d'honneur, décret du 10 juillet 1925[25]
- Officier de l'ordre de l'Étoile d'Anjouan, décret du 23 mai 1927[26]
- Officier d'académie, arrêté du 20 février 1929[27]
- Commandeur de l'ordre du Dragon d'Annam, décret du 30 décembre 1937[28]